# Seco/Warwick
Seco/Warwick SA – polskie przedsiębiorstwo, dostarczające rozwiązania do obróbki cieplnej metali. Główne rynki zbytu: USA, Euro25, Indie, Chiny. Specjalizacja przedsiębiorstwa obejmuje piece przemysłowe i urządzenia do: obróbki cieplnej w próżni, obróbki cieplnej w atmosferach, lutowania wymienników ciepła w atmosferze ochronnej, obróbki cieplnej aluminium oraz metalurgii próżniowej. Spółka wywodzi się z LZT Elterma – jednej z najważniejszych lokalnych powojennych firm regionu. Spółka notowana jest na Warszawskiej Giełdzie Papierów Wartościowych.

## Historia[1]
W roku 1985 – Seco/Warwick jest zastrzeżonym znakiem towarowym. Sześć lat później, w Polsce rozpoczyna działalność firma joint venture Seco/Warwick Sp. z o.o. z 50% udziałem Seco/Warwick Corp. i 50% strony polskiej.
2002 – Seco/Warwick Sp. z o.o. kupiło dorobek intelektualny oraz nazwę firmy Camlaw Ltd.
2003 – Seco/Warwick Sp. z o.o. przejęło 100% udziałów spółki Elterma SA
2004 – zostało utworzone biuro sprzedażowe w Moskwie.
2005 – Seco/Warwick Sp. z o.o. przejęło 100% udziałów amerykańskiej spółki Seco/Warwick Corp. (spółki, która wraz z Trans-Vac zainwestowała w spółkę Seco/Warwick Sp. z o.o. w 1991 r.).
2006 – Seco/Warwick Sp. z o.o. tworzy joint venture z chińską firmą Tianjin Kama Electric pod nazwą Seco/Warwick (Tianjin) Industrial Furnace Co., Ltd.
2007 – Seco/Warwick Sp. z o.o. przekształciła się w Seco/Warwick SA i 5 grudnia weszło na Warszawską Giełdę Papierów Wartościowych. W tym samym roku Seco/Warwick SA przejęło 50% udziałów w amerykańskiej spółki Retech LLC z Kalifornii, światowego lidera metalurgii tytanu.
2008 – Seco/Warwick SA utworzyło joint venture z hinduską firmą Allied Consulting Engineers Pvt. Ltd. dziś Seco/Warwick Allied w Indiach.
2010 – Seco/Warwick SA wspólnie z Retech LLC otwiera nową firmę w Chinach, Seco/Warwick Retech Thermal Equipment Manufacturing Tianjin Co., Ltd.. Seco/Warwick SA stało się 100% właścicielem firmy Retech LLC.
2011 – spółka LZT Elterma SA przekształcona zostaje w SW ThermAL SA
2012 – Seco/Warwick SA i SW THermAL S.A łączą się i Seco/Warwick S.A staje się holdingiem.
2013 – Seco/Warwick założyło brazylijską spółkę Seco/Warwick do Brasil w Jundiai
2014 – powstało Seco/Warwick Germany.
2015 – utworzenie Seco/Warwick France
2016 – powołanie Seco/Warwick Services do obsługi posprzedażowej użytkowników/klientów rozwiązań do obróbki cieplnej
2017 – utworzenie nowej spółki w Indiach Seco/Warwick Systems & Services (India) Pvt. Ltd.
2019 – wybór nowego prezesa Grupy Seco/Warwick

## Działalność
Grupa Seco/Warwick ma swoje oddziały w Polsce, Chinach, USA, Indiach, Rosji i Niemczech. W skład Grupy wchodzi 9 spółek, wśród których wiodącą jest Seco/Warwick SA, z siedzibą w Świebodzinie.
- Seco/Warwick Corporation (USA, 100% kapitału),
- Seco/Warwick S.A. (Polska, 100% kapitału),
- Retech Systems LLC (USA, 100% kapitału),
- Retech Thermal Equipment Manufacturing Tianjin Co., Ltd. (Chiny, łącznie 90% kapitału),
- Seco/Warwick GmbH (Niemcy, 100% kapitału),
- Seco/Warwick Services
- Seco/Warwick Systems & Services (India) Private Limited (Indie, 100% kapitału)

Seco/Warwick dostarcza piece przemysłowe dla firm z branży lotniczej, samochodowej, maszynowej, medycznej, narzędziowej, energetycznej i komercyjnej obróbki cieplnej. Za pomocą tych rozwiązań powstają m.in. elementy układów sterowniczych, przekładnie, układy lądowania samolotów, turbiny, łopatki silników lotniczych, wymienniki ciepła w samolotach i samochodach czy narzędzia chirurgiczne i monety.

### Technologie i produkty
SECO/WARWICK jest producentem pieców przemysłowych do obróbki cieplnej metali. Produkty podzielone są na pięć kategorii, piece do obróbki cieplnej aluminium, piece do obróbki cieplnej w atmosferze, urządzenia do obróbki cieplnej w próżni, produkty do lutowania aluminium w atmosferze ochronnej oraz metalurgię próżniową.
W zakresie technologii próżniowej: wyżarzanie, przesycanie, lutowanie, spiekanie, hartowanie w gazie (HPGQ) i oleju, nawęglanie (LPC) FineCarb i PreNitLPC, azotowanie oraz inne specjalne procesy technologiczne.
W zakresie obróbki cieplnej aluminium i lutowania aluminium w atmosferze ochronnej: lutowanie, wyżarzanie, przesycanie, starzenie, homogenizacja, podgrzewanie, topienie.
W zakresie metalurgii próżniowej: odlewanie równoosiowe, krystalizacja jednokierunkowa, odlewanie monokryształów i elektrod, konsolidacja złomu matali, rafinacja metali, spawanie plazmowe czy utylizacja odpadów niebezpiecznych i promieniotwórczych.
W zakresie obróbki cieplnej w atmosferze: nawęglanie gazowe, azotowanie metodą ZeroFlow, węgloazotowanie, lutowanie, hartowanie, wyżarzanie, podgrzewanie, austenityzowanie.
Piece pracują w specjalnej atmosferze, opcjonalnie są wyposażone w oprzyrządowanie do przenoszenia obrabianego materiału, układy sterowania atmosferą, hartowaniem i chłodzeniem, które połączone tworzą kompletne gniazda produkcyjne, pracujące w trybie okresowym lub ciągłym.

### Nagrody i certyfikaty
Seco/Warwick posiada szereg nagród potwierdzających kompetencje i stabilną pozycję finansową – np. nagroda za Najbardziej udaną ekspansję przyznaną podczas „USA – Central Eastern Europe Investment Summit & Awards”. Spółka posiada certyfikat Firmy Godnej Zaufania i wielokrotnie została nagrodzona tytułem Gazeli Biznesu i jest w gronie Ukrytych Czempionów Banku HSBC. Ukryty Czempion, to tytuł przyznawany firmom, które z powodzeniem rozwijają działalność na arenie międzynarodowej.
SECO/WARWICK zwany jest Liderem Świata Produkcji czy Firmą Produkcyjną Roku. W 2016 roku Seco/Warwick w rankingu liderów innowacji „Rzeczpospolitej” zajął 9 miejsce w Polsce, w kolejnych latach miejsca na podium w rankingu innowacyjnych firm w woj. lubuskim. SECO/WARWICK uważa się za LIDERA INNOWACJI i stąd w portfelu nagród jest SYMBOL INNOWACYJNOŚCI 2016 za realizowane projekty badawczo-rozwojowe z uczelniami technicznymi zagranicznymi i polskimi oraz opracowanie nowatorskiej linii do produkcji grafenu czy odznaka  ZASŁUŻONEGO DLA WYNALAZCZOŚCI przyznana w 2018 roku w 100-lecie ustanowienia Urzędu Patentowego Rzeczypospolitej Polskiej. Firma jako jedna z pierwszych na świecie wprowadziła technologię rozszerzonej rzeczywistości (ang. Augmented Reality) do przemysłu ciężkiego (SECO/LENS).